# NGC 7131
NGC 7131 est une galaxie lenticulaire située dans la constellation du Capricorne. Sa vitesse par rapport au fond diffus cosmologique est de 5 094 ± 26 km/s, ce qui correspond à une distance de Hubble de 75,1 ± 5,3 Mpc (∼245 millions d'al). NGC 7131 a été découverte par l'astronome allemand Albert Marth en 1864.

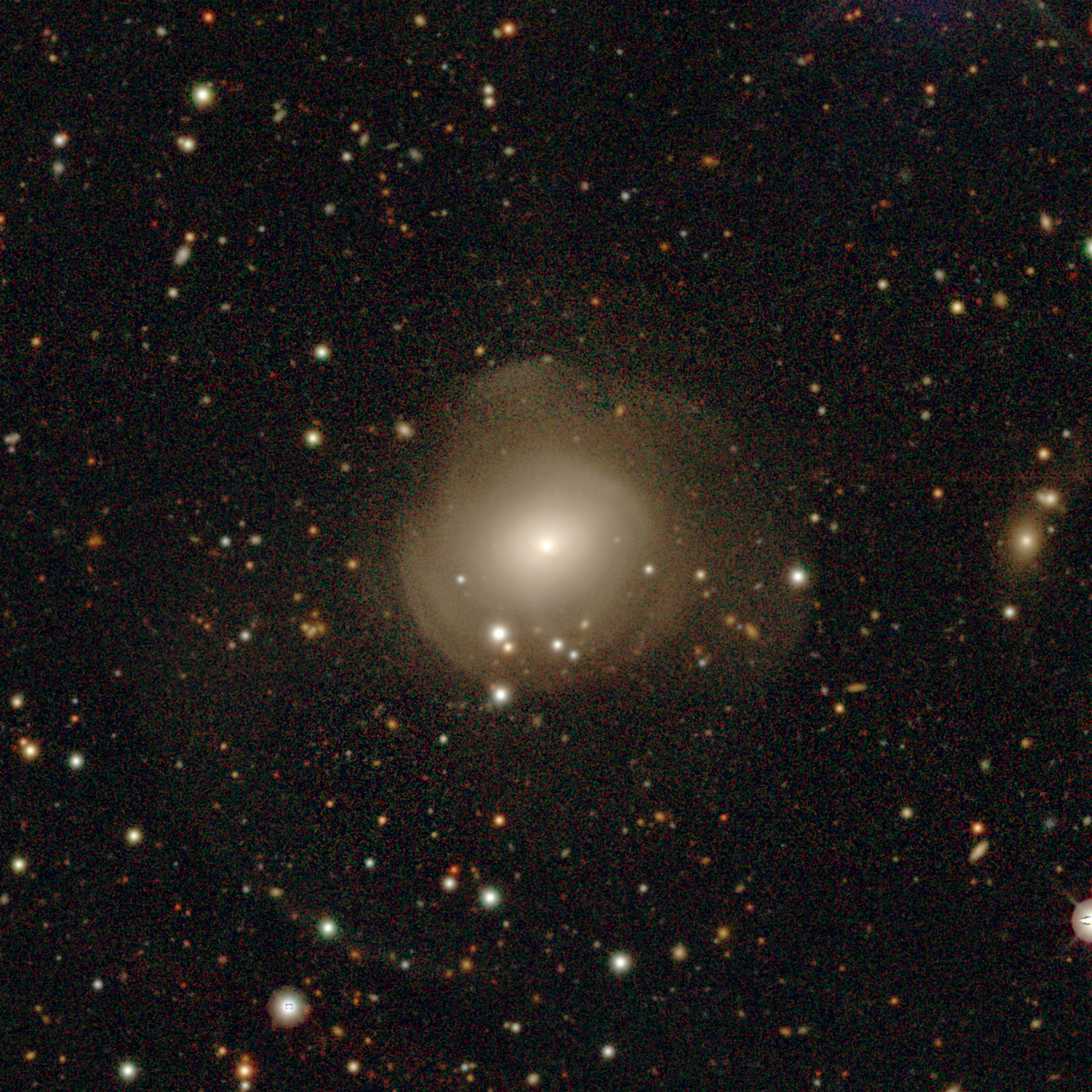
La galaxie NGC 7131 par le groupe «Legacy Surveys DR10 ».

En raison d'une brillance de surface égale à 14,48 mag/am2, on peut qualifier NGC 7131 de galaxie à faible brillance de surface (LSB en anglais pour low surface brightness). Les galaxies LSB sont des galaxies diffuses (D) avec une brillance de surface inférieure de moins d'une magnitude à celle du ciel nocturne ambiant.
À ce jour, douze mesures non basées sur le décalage vers le rouge (redshift) donnent une distance de 75,367 ± 12,455 Mpc (∼246 millions d'al), ce qui est à l'intérieur des valeurs de la distance de Hubble.

## Supernova
La supernova SN 1998co a été découverte dans NGC 7131 le 21 juin 1998 par Wayne Johson. Cette supernova était de type Ia et sa magnitude au moment de sa découverte était de 16.